# Ctenophora ornata
Ctenophora ornata är en tvåvingeart som beskrevs av Johann Wilhelm Meigen 1818. Ctenophora ornata ingår i släktet Ctenophora och familjen storharkrankar. Enligt den svenska rödlistan är arten sårbar i Sverige. Arten förekommer i Götaland. Artens livsmiljö är skogslandskap. Inga underarter finns listade i Catalogue of Life.

## Bildgalleri

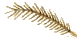
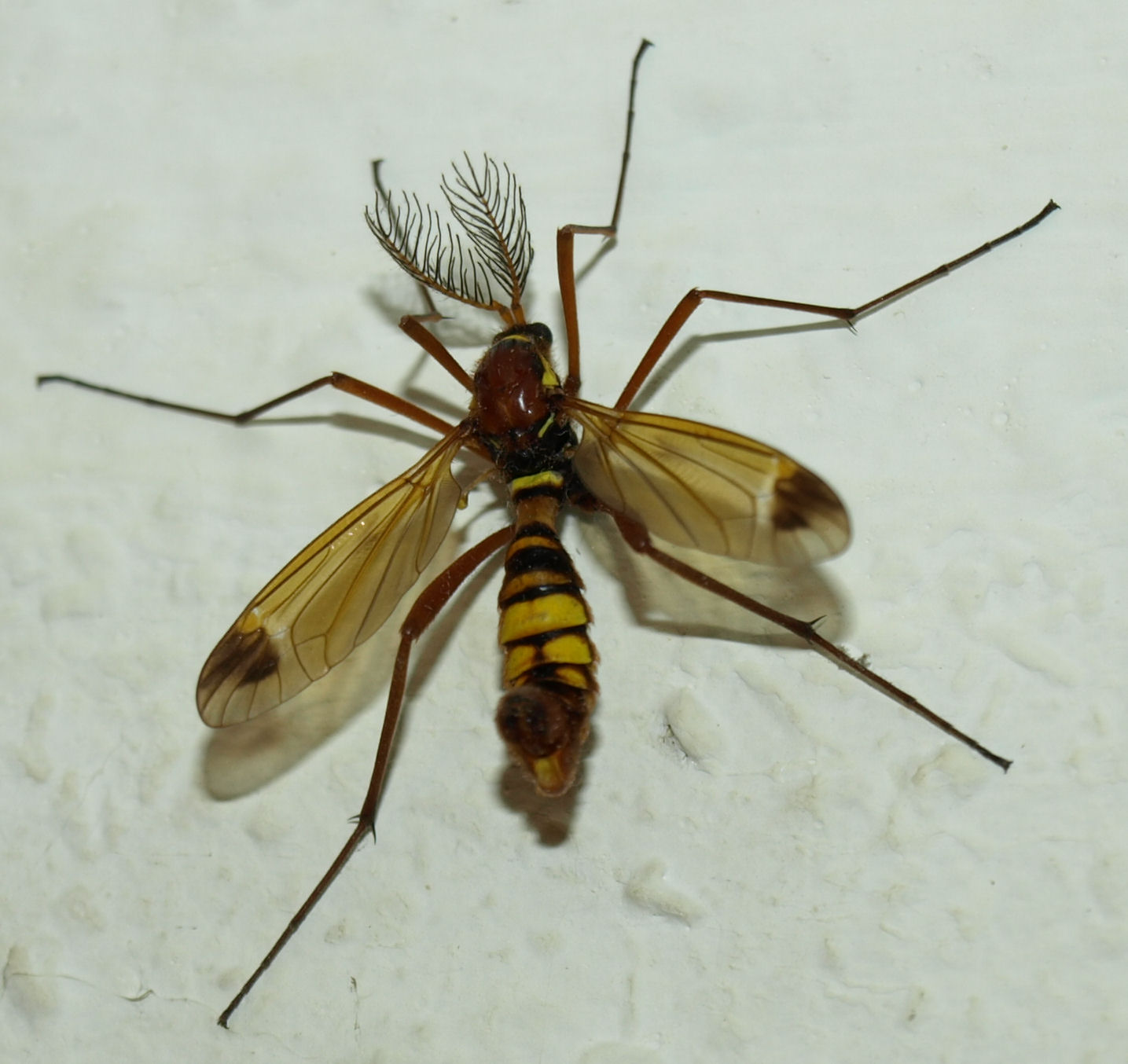
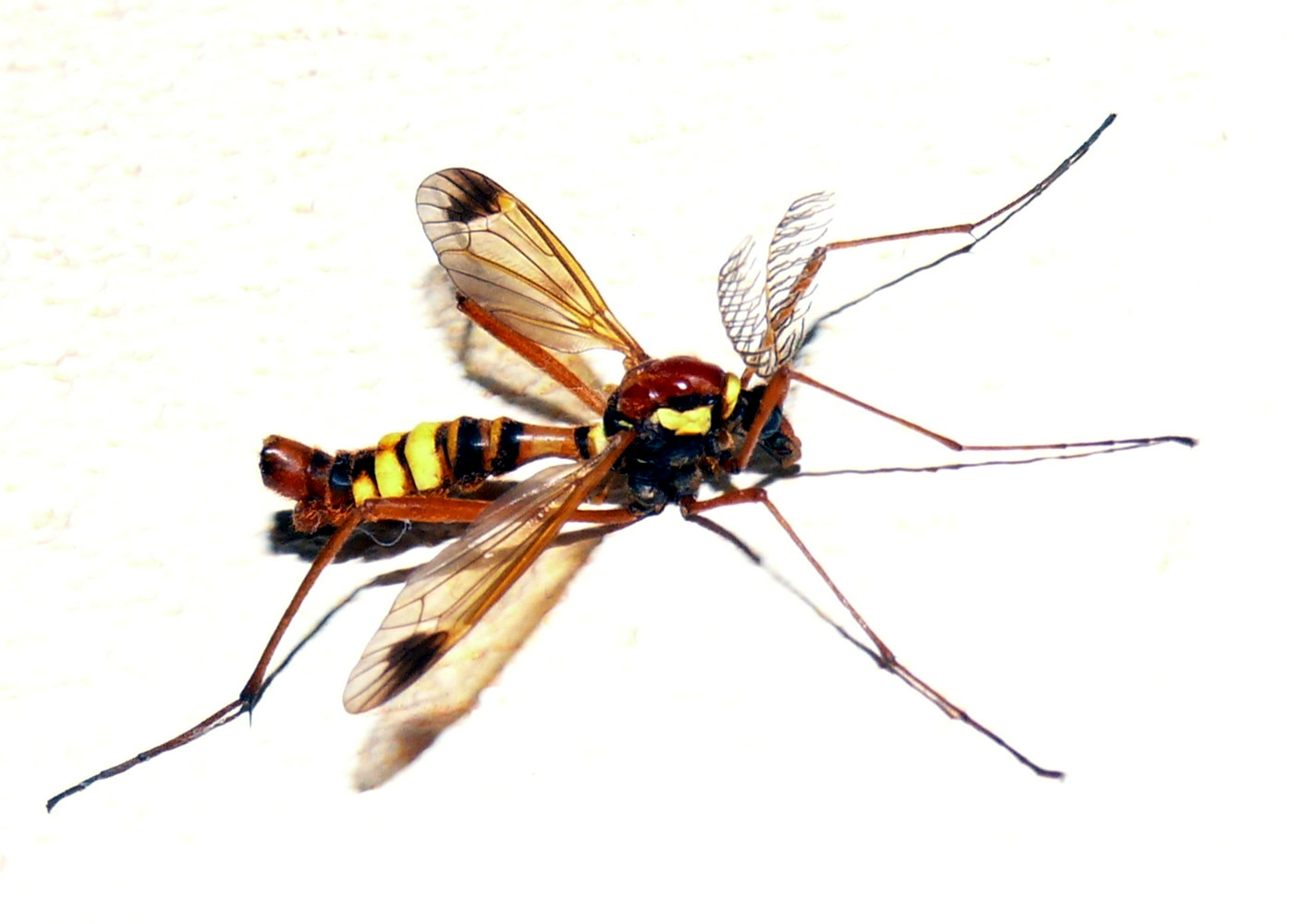